# Aliquippa
Aliquippa – miasto w Stanach Zjednoczonych, w stanie Pensylwania, w hrabstwie Beaver. W 2010 roku liczyło 9438 mieszkańców.